# 푸블리우스 리키니우스 크라수스
푸블리우스 리키니우스 크라수스(Publius Licinius Crassus,? - 기원전 53년 죽음)은 로마 공화정 말기의 군인이다. 제1차 삼두 정치를 했던 마르쿠스 리키니우스 크라수스의 아들이다.

## 생애
율리우스 카이사르의 부하 장군으로 제1차 삼두정치의 1인인 마르쿠스 리키니우스 크라수스의 아들(푸블리우스와 그의 형제인 마르쿠스 중 누가 장남이었는지는 밝혀지지 않았다)이었다. 카이사르의 갈리아 전쟁에서 큰 활약을 하고 아버지를 따라 시리아 원정에 나섰다가 기원전 53년 카르하이 전투에서 파르티아 군대와 전투 중 전사하였다.
카이사르는 그의 저술 《갈리아 전쟁기》에서 그를 "젊은 크라수스"라고 부르며 중요한 임무를 맡겼다. 젊은 크라수스는 카이사르가 속주 통치를 위해 갈리아를 비울 때나 전투 중에 티투스 라비에누스와 함께 카이사르가 믿고 뒷일을 부탁하는 부하 장군중의 한 사람이었다. 기원전 54년까지 갈리아에서 카이사르와 복무하다가 아버지 크라수스가 시리아 속주총독으로 떠날때 함께 하기 위해 카이사르를 떠났다. 카이사르는 크라수스에게 기병 1,000기를 딸려서 떠나 보냈다.